# Spondieae
Spondieae, tribus vonjača ili rujevki od osam priznatih rodova. Tipični rod je spondijas (Spondias) sa 23 vrste korisnog drveća u tropskoj Himalaji, južnoj Kini, Indokini i tropskoj Americi.
Poznatije vrste spondijasa su zlatna šljiva (ili slatka balzam šljiva; S. dulcis), žuta šljiva (S. mombin), mango šljiva (S. pinnata) i crvena Monbin šljiva (S. purpurea).

## Rodovi
1. Pseudospondias Engl. (2 spp.)
2. Dracontomelon Blume (7 spp.)
3. Pegia Colebr. (2 spp.)
4. Allospondias (Pierre) Stapf (2 spp.)
5. Spondias L. (23 spp.)
6. Attilaea E. Martínez & Ramos (1 sp.)
7. Haematostaphis Hook. fil. (1 sp.)
8. Parishia Hook. fil. (8 spp.)